# Baha Allah

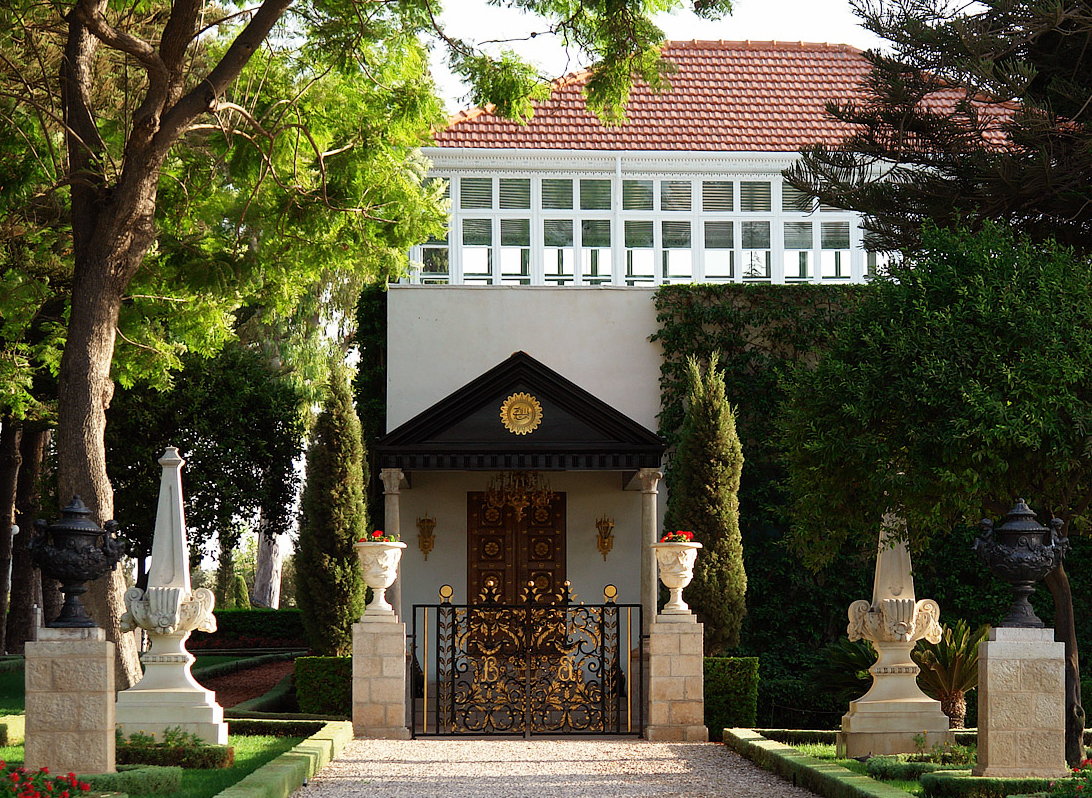
Świątynia Baha Allaha i miejsce jego spoczynku, Bahji, Izrael

Baha Allah, Bahaullah (arab. ‏بهاء الله‎, Bahāʾ Allāh, „Chwała Boża”, ur. 12 listopada 1817, zm. 29 maja 1892), urodzony jako Mirza Husajn Nuri (pers. ‏میرزا حسینعلی نوری‎) – założyciel bahaizmu. Głosił, że jego osoba jest wypełnieniem proroctw babizmu, religii, która wyrosła na gruncie szyickiego islamu w XIX wieku. Baha Allah twierdził również, że jest Objawicielem Bożym, który wypełnia eschatologiczne oczekiwania islamu, chrześcijaństwa, a także innych głównych religii.
Baha Allah nauczał, że ludzkość stanowi jedną rasę, a także że nadszedł czas na jej zjednoczenie w społeczeństwo ogólnoświatowe. Twierdzenie o boskim pochodzeniu jego objawienia doprowadziło do prześladowań, a także do uwięzienia przez władze perskie i osmańskie oraz 24-letnie więzienie w mieście-więzieniu w Akce w Palestynie (obecny Izrael). Tam też Baha Allah zmarł. W ciągu swojego życia był autorem wielu dzieł religijnych, z których najbardziej znane to Kitáb-i-Aqdas (Księga Praw) oraz Kitáb-i-Íqán (Księga Pewności), a także Słowa Ukryte.

## Wczesne lata i życie rodzinne

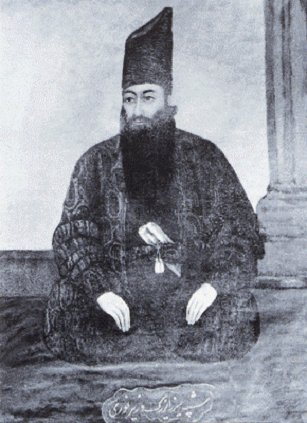
Mírzá Buzurg

Baha Allah urodził się 12 listopada 1817 w Teheranie, stolicy Persji. Jego pochodzenie rzekomo wywodzi się od Abrahama poprzez żonę Abrahama Keturę, od Zaratustry i od Jezdegerda III, ostatniego króla dynastii Sasanidów, i wreszcie od Jessego. Jego matką była Khadíjih Khánum, a ojcem Mírzá Buzurg. Ojciec Baha Allaha służył jako wezyr na dworze Imáma-Virdi Mírzá, dwunastego syna Fatha Alego Szaha Kadżara. Mírzá Buzurg został później wyznaczony gubernatorem Borujerd oraz Lorestan, którą to pozycję utracił podczas czystki w rządzie, gdy Mohammad Szah doszedł do władzy. Po śmierci ojca zaproponowano Baha Allahowi podjęcie rządowej pozycji nowego wezyra przy Haji Mirza Aqasi, lecz Baha Allah odmówił.
Baha Allah był trzykrotnie żonaty. Swoją pierwszą żonę Ásíyih Khánum, córkę szlachcica, poślubił w Teheranie w 1835 roku, kiedy miał 18 lat, a ona – 15. Baha Allah nadał jej tytuł Wywyższony Liść oraz Navváb. Jego drugie małżeństwo odbyło się z jego owdowiałą kuzynką Fátimih Khánum w Teheranie w 1849 roku, gdy ona miała 21, a on 32 lata. Nosiła ona tytuł Mahd-i-'Ulyá. Jego trzecie małżeństwo zostało zawarte z Gawhar Khánum w Bagdadzie przed 1863 rokiem.
Baha Allah ogłosił Ásíyih Khánum jego „wieczną pocieszycielką we wszystkich światach Boga”, a ich syna ‘Abdu’l-Bahá jako swojego następcę. Baha Allah miał razem czternaścioro dzieci, dziesięciu synów i cztery córki, z których pięcioro zmarło przed jego śmiercią. Bahaici uważają Ásíyih Khánum, a także jej dzieci Mírzá Mihdí, Bahiyyih Khánum oraz ‘Abdu’l-Bahá za bahaicką świętą rodzinę.

## Ruch babitów
W 1844 dwudziestopięcioletni mężczyzna z Szirazu, Siyyid Mírzá 'Alí-Muhammad, który przyjął tytuł Báb, głosił, że jest obiecanym Mahdim islamu. Ruch popierający twierdzenie Baba szybko rozprzestrzenił się w całym imperium perskim i spotkał się z powszechną opozycją ze strony kleru muzułmańskiego. Sam Báb został stracony w 1850 roku przez pluton egzekucyjny na placu publicznym w mieście Tabriz. Jego wspólnota została praktycznie wytępiona w latach 1852–1853.
Chociaż Báb rościł sobie prawo do objawienia, nie twierdził, że jego objawienie jest ostatecznym objawieniem, po którym nie miało nadejść kolejne. W większości swoich znaczących pism, Báb odnosi się do Obiecanego, do którego Bab odnosił się także jako do „Tego, którego objawi Bóg”. Bayán, jedno z dzieł Bába, stanowi w gruncie rzeczy rozprawę na temat Tego, którego objawi Bóg, a Báb zawsze omawiał swoje pisma w kontekście nadejścia Tego, którego objawi Bóg. Według Bába ta osoba, obiecany świętych pism poprzednich religii, miałaby ustanowić królestwo Boga na ziemi. Wiele z pism Baba mówi, że nadejście „Tego, którego objawi Bóg” miało być bliskie. W swoich księgach Báb nieustannie zwraca się do swoich wyznawców, aby podążyli za Tym, którego objawi Bóg kiedy tylko on się pojawi. Báb zniósł także instytucję sukcesora lub następcy jego ruchu, a także oświadczył, że pisma żadnej innej osoby nie będą obowiązywały po jego śmierci aż do czasu kiedy Ten, którego objawi Bóg nadejdzie.

### Przyjęcie Objawienia Bába
Baha Allah po raz pierwszy usłyszał o Bábie, kiedy miał 27 lat, od przyjętego przez siebie posłańca Mulli Husayna. Baha Allah przyjął roszczenie Baba, sam stając się tym samym babitą i rozpoczął dynamicznie szerzyć wieść o nowym ruchu, szczególnie w prowincji Núr. To, że działał głównie w miejscu swojego zamieszkania, otworzyło przed nim wiele drzwi, a wiele z jego wypraw aby nauczać nowej wiary spotkało się z życzliwym przyjęciem i sukcesem, nawet w kręgach religijnych. Pomagał także chronić swoich współwyznawców, takich jak Táhirih, choć było to ryzykowne, ponieważ pomoc, którą okazywał, doprowadziła do jego czasowego uwięzienia w Teheranie, gdzie został poddany karze chłosty stóp (bastinado). Baha Allah latem 1848 wziął udział w konferencji Badasht w prowincji Khorasan, gdzie 81 wiodących babitów spotkało się na 22 dni. Na tej konferencji planowano odbyć dyskusję pomiędzy babitami, którzy chcieli utrzymać prawo islamskie a tymi, którzy wierzyli, że objawienie Bába zainaugurowało nowy rozdział w historii religii. Baha Allah opowiedział się za tą drugą stroną, która ostatecznie przeważyła. Na tej konferencji, Baha Allah przyjął imię Bahá.
W drugiej połowie 1848 roku pomiędzy babitami a rządem Kadżarów wybuchły zamieszki. Wówczas Bahá'u’lláh starał się dotrzeć do uwięzionych babitów w forcie Tabarsi w prowincji Mazandaran, jednak został pojmany i uwięziony zanim zdołał dotrzeć na miejsce. W kolejnych latach aż do 1850 roku wielu babitów zostało zamordowanych w różnych prowincjach kraju po tym, jak Báb uczynił jego roszczenie do bycia Objawicielem Bożym bardziej publicznym.

### Síyáh-Chál

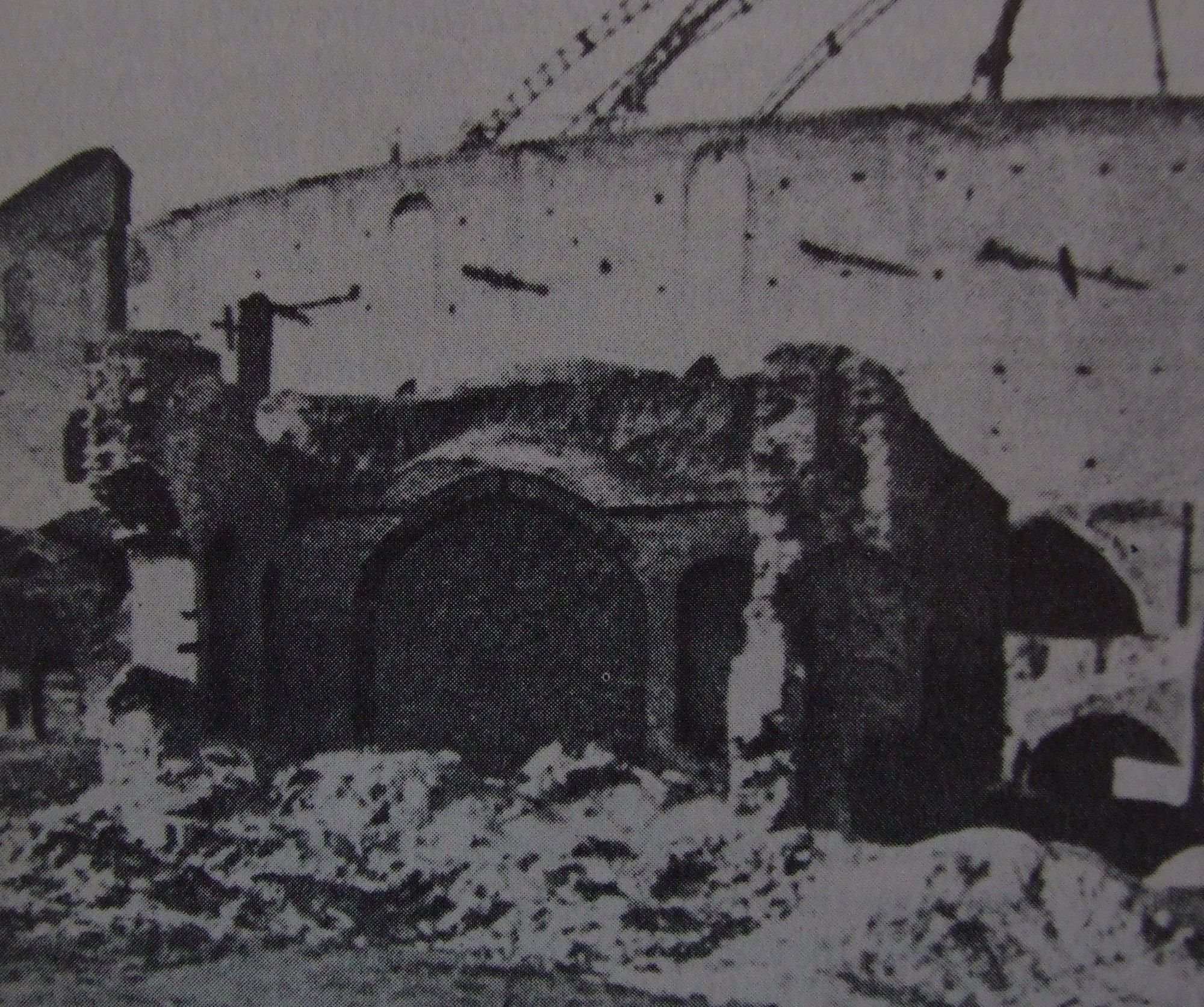
Oryginalne wejście do Siyah-Chal

Po egzekucji Bába w 1850 roku grupa teherańskich babitów, którym przewodził babita znany jako Azim, uknuła spisek przeciwko szachowi Naseroddinowi w odwecie za tę egzekucję. Baha Allah potępił ten plan, który jednak został wprowadzony w czyn. 15 sierpnia 1852 radykalna grupa babitów podjęła próbę zgładzenia szacha, lecz ich plan nie powiódł się i szach nie odniósł obrażeń podczas zamachu. Grupa babitów powiązana z tym wydarzeniem została pojmana i zabita. Pomimo tego, że zamachowcy utrzymywali, że działali samodzielnie, cała społeczność babitów została oskarżona za ten czyn i szach rozpoczął ogólny pogrom tej społeczności. W tym czasie wielu babitów zostało zabitych, a z tych babitów, którzy przeżyli, w tym Baha Allah, zostali uwięzieni w Síyáh-Chál, podziemnym lochu Teheranu.
Według Baha Allaha to właśnie podczas pobytu w więzieniu Síyáh-Chál doświadczył on kilku duchowych przeżyć oraz otrzymał wizje od posłanki od Boga, przez którą otrzymał misję posłańca Bożego, którego nadejście przepowiadał Báb. Usłyszał między innymi słowa: Zaprawdę, uczynimy cię zwycięskim poprzez ciebie samego i przez twoje pióro. Po czterech miesiącach pobytu w Síyáh-Chál, dzięki uporczywym naleganiom ambasadora Rosji, a także po tym, jak osoba, która chciała zabić szacha przyznała się i oczyściła z zarzutów przywódców babitów, rząd zadecydował o uwolnieniu Baha Allaha z więzienia, jednakże pod warunkiem opuszczenia przez niego ojczystej Persji. Baha Allah, zamiast przyjąć zaproszenie do uchodźstwa na teren Rosji wybrał na swoje wygnanie Irak w Imperium Osmańskim. W 1853 roku Baha Allah wraz ze swoją rodziną podczas srogiej zimy przebył pieszo trudną drogę przez góry z Persji do Bagdadu, gdzie dotarł na początku kwietnia 1853 roku.

## Bagdad

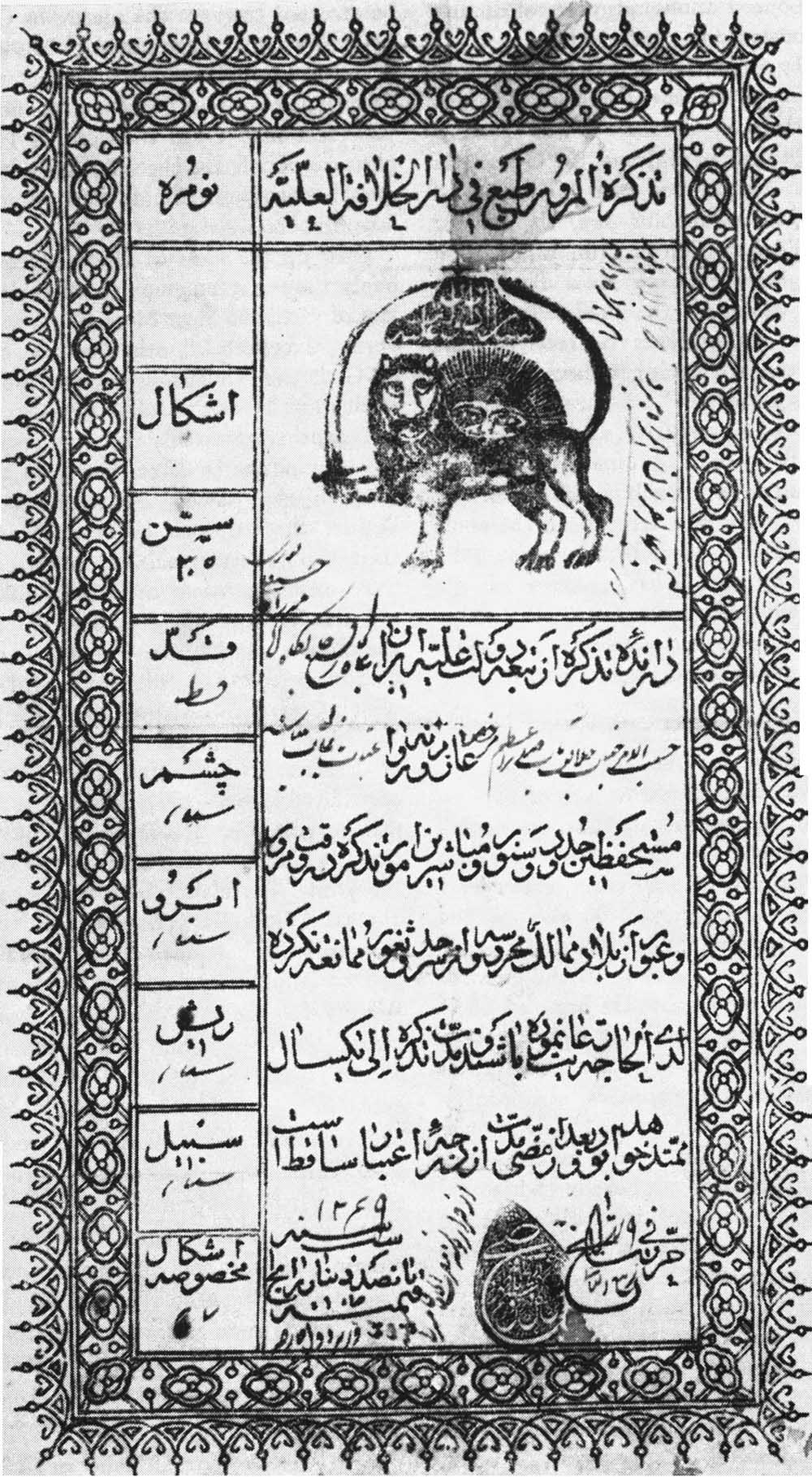
Paszport Baha Allaha, styczeń 1853

Báb, likwidując instytucję następcy dla utworzonego przez siebie ruchu oświadczył, że po jego śmierci nie będą obowiązywały pisma żadnej innej osoby aż do momentu ukazania się Tego, którego Objawi Bóg. Mimo to wyznaczył Mírzá Yahyá (później znany jako Subh-i-Azal) na tytularnego przywódcę po nim samym. Mírzá Yahyá po nieudanej próbie zamachu na szacha, przeprowadzonej przez grupę fanatycznych babitów, zaczął się ukrywać. Po tym jak Baha Allah został wygnany do Bagdadu, zdecydował się dołączyć do swojego brata. W tamtym czasie coraz większa liczba babitów zaczęła postrzegać Bagdad jako nowe centrum przywództwa dla ruchu babitów i rozpoczął się napływ fali pielgrzymów z Persji.
Przywództwo Mírzá Yahyá było kontrowersyjne. Większość czasu spędzał z dala od wspólnoty i przebywał albo w ukryciu, albo w przebraniu. Posunął się nawet do kilkukrotnego wyparcia się lojalności wobec Bába Mírzá Yahyá stopniowo wyobcował się ze sporej grupy babitów, którzy zaczęli określać swoją posłuszeństwo wobec innych osób roszczących sobie prawo do dziedziczenia przywództwa po Babie. Podczas gdy Mírzá Yahyá pozostawał w ukryciu, Baha Allah zajmował się szeregiem codziennych spraw administracyjnych dla wspólnoty babitów. W przeciwieństwie do Mírzá Yahyá, Baha Allah działał otwarcie i nie wzbraniał do siebie dostępu. Wkrótce zaczął być uważany przez rosnącą grupę babitów za przywódcę religijego, bardziej niż za administratora, i wspólnota zaczęła okazywać mu oddanie.
Ponieważ Baha Allah zaczął być postrzegany jako przywódca babitów, Mírzá Yahyá zaczął żywić urazę do Baha Allaha i starał się go zdyskredytować w oczach wspólnoty. Działania Mírzá Yahyá spowodowały, że wielu ludzi odwróciło się od religii i osoby nieprzychylne religii miały otwarte pole do prześladowania wspólnoty. Napięcia we wspólnocie urosły do tego stopnia, że Baha Allah w 1854 roku zdecydował się opuścić miasto i spędzić życie w odosobnieniu.

### Kurdystan
10 kwietnia 1854 roku Baha Allah, powierzając swoją rodzinę opiece swojego brata Mirzy Musa, udał się w towarzystwie jednego towarzysza w góry Kurdystanu, na północny wschód od Bagdadu. Później napisał, że opuścił Bagdad, ponieważ nie chciał, aby jego osoba stała się źródłem niezgody wśród wspólnoty babitów oraz że odchodząc „nie rozważał powrotu”.
Przez dwa lata Baha Allah mieszkał samotnie w górach Kurdystanu. Początkowo żył jak pustelnik, ubierał się jak derwisz i posługiwał się imieniem Darvish Muhammad-i-Irani. Któregoś dnia ktoś spostrzegł niezwykłość pism, które przyciągnęły ciekawość sufickich nauczycieli z pobliskich szkół. Gdy Baha Allah zaczął przyjmować odwiedzających, szybko rozeszła się sława o jego wiedzy i erudycji. Szejk 'Uthmán, Szejk ‘Abdu’r-Rahmán, oraz Szejk Ismá'íl, przywódcy szkół nakszbandijja, Qádiríyyih oraz Khálidíyyih, udawali się do Baha Allaha po poradę. To właśnie dla drugiego z nich, Szejka ‘Abdu’r-Rahmán, Baha Allah skierował tablicę „Cztery Doliny”. Wiele innych znaczących dzieł powstało także w tym czasie.
W Bagdadzie z powodu braku stabilnego i publicznego przywództwa Mirza Yahya wspólnota babitów popadła w chaos. Niektórzy babici, w tym rodzina Baha Allah, rozpoczęli poszukiwania Baha Allaha, a kiedy wieść o człowieku, który mieszka w górach i posługuje się imieniem Darvish Muhammad, rozeszła się po okolicy, rodzina Baha Allaha zdała sobie sprawę, że tym człowiekiem jest Baha Allah i poprosiła go aby powrócił do Bagdadu.

### Powrót do Bagdadu

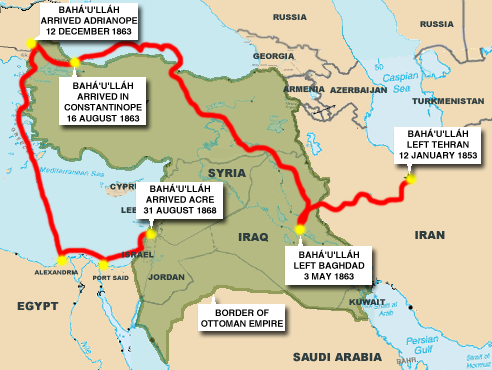
Miejsca zesłań Baha Allah

Kiedy Baha Allah powrócił do Bagdadu spostrzegł, że wspólnota babitów zniechęciła się i podzieliła. Podczas nieobecności Baha Allah wspólnota odeszła od religii, ponieważ Mirza Yahya nie był w stanie zapewnić efektywnego przywództwa. 
Po powrocie do Bagdadu Baha Allah próbował na nowo ożywić wspólnotę babitów, głównie za pomocą korespondencji, pisząc obszernie aby dać babitom nowe zrozumienie przesłania religii babickiej. Wkrótce zaczął być postrzegany tak przez babitów, jak i przez lokalne władze jako główny przywódca wspólnoty babitów. Coraz większa liczba ludzi zaczęła dołączać do ruchu babitów. Zaskarbił sobie także sympatię urzędników rządowych oraz sunnickich duchownych. Rosnący wpływ Baha Allaha oraz odrodzenie perskiej wspólnoty babitów, przyciągnęło uwagę przeciwników religii babickiej pośród islamskiego duchowieństwa oraz rządu perskiego. Rząd perski zwrócił się do rządu imperium osmańskiego o ekstradycję Baha Allaha do Persji, lecz rząd odmówił i zdecydował się umieścić Baha Allaha w Konstantynopolu, z dala od drażliwego rejonu przygranicznego.
Baha Allah pozostał w Bagdadzie siedem lat po powrocie z gór Kurdystanu. W tym czasie utrzymywał w tajemnicy swoją tożsamość jako „ten obiecany”, o którym mówił Bab oraz jako Objawiciela Bożego. Jego pisma z tego okresu traktują o wielu różnych tematach, tak tradycyjnych, jak i zawierających nowe elementy w kontekście religii babickiej. Wiele z jego pism to listy do indywidualnych osób. Pisał także obszerniejsze dzieła, wśród których były Księga Pewności „Kitáb-i-Íqán”, „Słowa Ukryte” oraz „Klejnoty Boskiej Mądrości”. Pod koniec jego pobytu w Bagdadzie wzmianki o mesjanistycznej tajemnicy, którą uosabiał, zaczęły się częściej pojawiać w jego pismach. Później, kiedy Baha Allah ogłosił jego roszczenie do bycia obiecanym, a zarazem bożym objawicielem, jego pisma z okresu spędzonego w Bagdadzie zostały włączone w zbiór pism objawionych.

### Pisma Baha Allaha

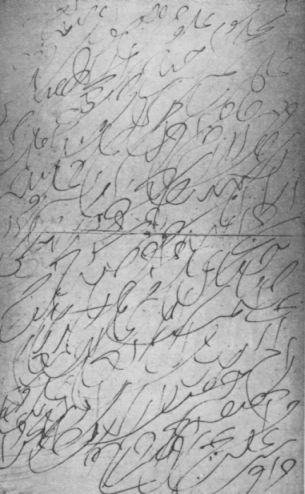
„Pisanie Objawienia”

Baha Allah cierpiał uwięzienie i wygnanie przez 40 lat. Przez cały ten okres napisał lub dyktował pisma traktowane przez bahaitów jako święte o objętości 100 tomów. Do najbardziej znanych i przetłumaczonych na języki europejskie należą (tytuły w wersji angielskiej i polskiej):
- The Kitab-i-Aqdas (Najświętsza Księga – polskie wydanie w opracowaniu)
- The Hidden Words (Słowa ukryte)
- The Kitab-i-Iqan (Księga Pewności)
- Epistle to the Son of the Wolf (List do Syna Wilka)
- The Four Valleys (Cztery Doliny)
- The Seven Valleys (Siedem Dolin)
- Gems of Divine Mysteries
- Gleanings from the Writings of Baha’u’llah (Pokłosie Pism)
- Prayers and Meditations by Baha’u’llah
- The Proclamation of Baha’u’llah
- The Summons of the Lord of Hosts
- Tablets of Baha’u’llah